# Стівен Вейн Ліндсі
Стівен Вейн Ліндсі (англ. Steven Wayne Lindsey; 21 серпня 1960, Аркадія, Каліфорнія) — полковник військово-повітряних сил США, американський астронавт. 365-й астронавт світу. 230-й астронавт США.
Ліндсі народився в Аркадії (штат Каліфорнія), але вважає своїм рідним містом Темпл-Сіті (Temple City) (Каліфорнія).

## Освіта
Ліндсі отримав ступінь бакалавра в 1982 році в Академії військово-повітряних сил США (United States Air Force Academy) в Колорадо-Спрінгс (Colorado Springs), штат Колорадо. Ступінь магістра в області астронавтики у Технологічному інституті повітряних сил (Air Force Institute of Technology).
Навчання льотній майстерності Ліндсі пройшов на військово-повітряній базі Різ (Reese) в штаті Техас. У 1984 році Ліндсі отримав звання пілота і був направлений проходити службу на військово-повітряну базу Бергстром (Bergstrom), штат Техас.

## Кар'єра
З 1984 по 1987 рік він служив пілотом і пілотом-інструктором. З 1987 року Ліндсі продовжив освіту в Технологічному інституті повітряних сил у штаті Огайо, де він вивчав аеронавтику. У 1989 році він навчався в Школі льотчиків-випробувачів ВПС США (USAF Test Pilot School) на військово-повітряній базі Едвардс у Каліфорнії. Надалі він служив командиром ескадрону.
З 1993 по 1994 роки Ліндсей навчався в Командному коледжі ВПС (Air Command and Staff College) на військово-повітряній базі Максвелл в штаті Алабама.
Ліндсі має понад 4500 годин нальоту на літаках більше 50 типів.

## Кар'єра астронавта

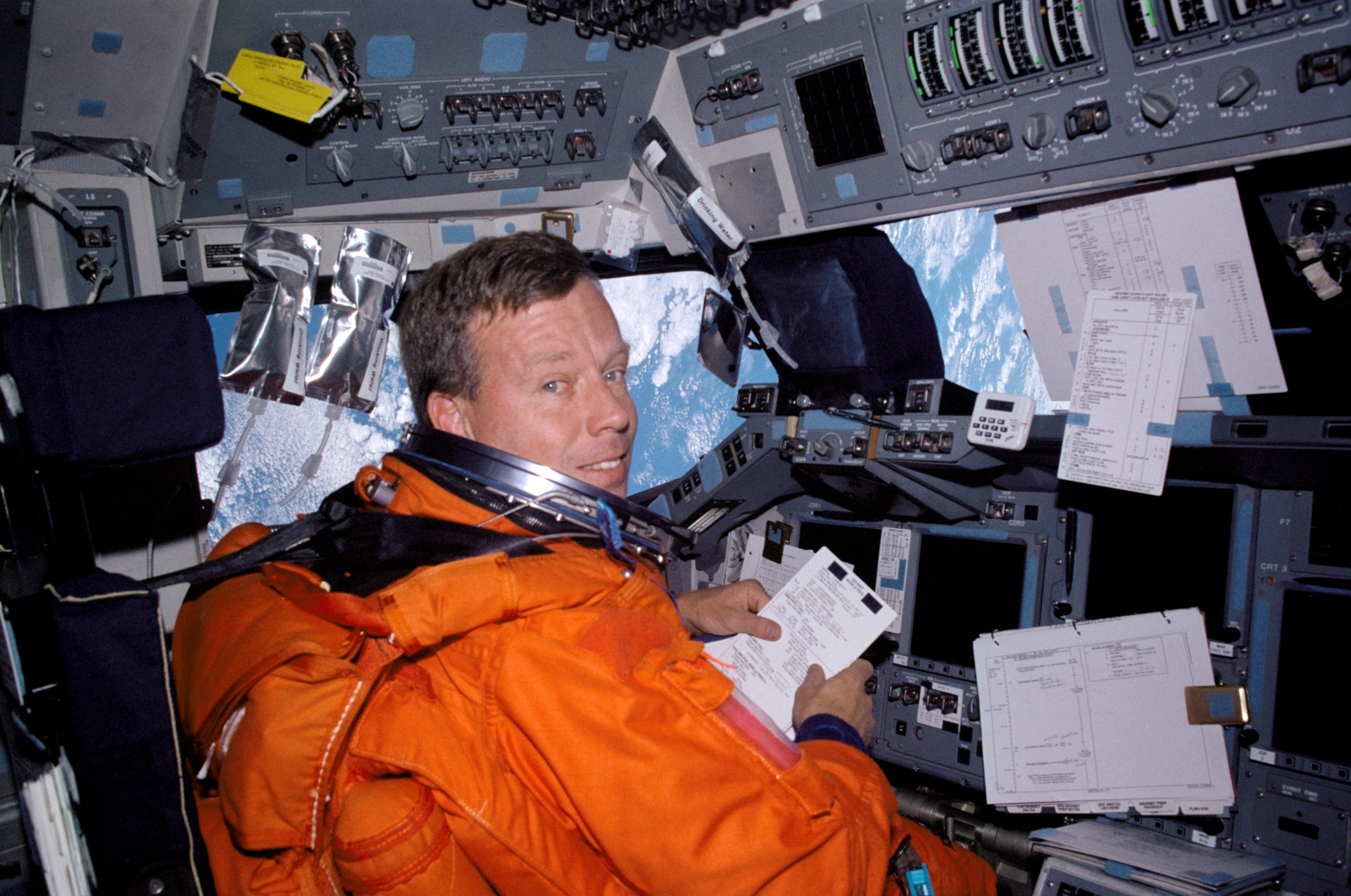
Стівен Ліндсі в кабіні шатла

У грудні 1994 року Ліндсі став кандидатом в астронавти НАСА. У травні 1996 року він став астронавтом з кваліфікацією — пілот.
Ліндсі зробив чотири космічні польоти. Він був пілотом у місії «Колумбія» STS-87 у 1997 році і «Дискавері» STS-95 у 1998 році і командиром «Атлантіс» STS-104 у 2001 році і «Дискавері» STS-121 у 2006 році.
Загальний час перебування Ліндсі в космосі становить 51 добу 1 годину 40 хвилин.

## Нагороди
- Орден «За заслуги» III ст. (Україна, 19 червня 1998) — за значний особистий внесок у розвиток космонавтики, зміцнення міжнародного співробітництва в галузі космічних досліджень[1]